# Inge Danielsson
Karl Gustaf Inge Danielsson, född 14 juni 1941 i Bromölla, Ivetofta församling, Skåne, död 30 juni 2021 i Åhus, Skåne, var en svensk fotbollsspelare. Han spelade bland annat i Ifö/Bromölla IF och Helsingborgs IF, samt var proffs i AFC Ajax under några säsonger. Han spelade också 17 A-landskamper för Sverige.
Inge Danielsson var son till porslinsarbetaren Bror Gustaf Gunnar Danielsson och Karin Elisabet Svensson. Danielsson gjorde debut i svenska landslaget redan under tiden i Ifö/Bromölla, som då spelade i Sveriges division II. Debuten kom mot Danmark i Solna den 6 november 1966 där Danielsson sköt segermålet, 2–1.
Den 13 november 1966 kom den svenska skrällen i EM-kvalet, då Sverige besegrade 1966 års VM-trea Portugal, med 2–1 i Lissabon. Inge Danielsson gjorde segermålet efter en soloraid över halva Portugals planhalva. Kommande säsong följde spel i Helsingborgs IF och Allsvenskan. År 1968 blev Danielsson proffs i AFC Ajax, och var med och tog klubbens tredje raka ligatitel. Danielsson kom i slutet av säsongen och gjorde nio mål.
Danielssons största framgångar i karriären kom under tiden i AFC Ajax där han var med om klubbens uppgång i slutet av 1960-talet. År 1969 nådde Danielsson finalen i europeiska mästarcupen vilket var klubbens första stora final i någon av de stora europacuperna. Det var också första gången två svenskar möttes i finalen då Kurt Hamrin spelade för motståndarlaget AC Milan. Danielsson gjorde viktiga mål i europeiska mästarcupen, bland annat mot SL Benfica. Men redan efter ett år vände Danielsson tillbaka till Helsingborgs IF och spelade i division 2 och 3. Ett år i Allsvenskan med IFK Norrköping följde 1973 innan han återvände till moderklubben Ifö/Bromölla. För Helsingborgs IF spelade han totalt 173 matcher.
Inge Danielsson spelade även bandy i Villands Vånga IK om vintrarna. Efter idrottskarriären drev han en golvfirma fram till pensionen.
Danielsson avled på ett vårdhem den 30 juni 2021 efter en tids sjukdom. Han är gravsatt i minneslunden vid Åhus kyrka.

## Meriter
- 17 A-landskamper/8 mål för Sverige
- 28 matcher/11 mål i allsvenskan

## Klubbar
- Ifö/Bromölla IF
- Helsingborgs IF (1967)
- AFC Ajax (1968–1969)
- Helsingborgs IF (1969–1973)
- IFK Norrköping (1973)
- Ifö/Bromölla IF
- Villandsvånga
- Gislövsdals IK
- Ravi